# 282
Cette page concerne l'année 282  du calendrier julien. Pour l'année 282 av. J.-C., voir 282 av. J.-C. Pour le nombre 282, voir 282 (nombre).
L'année 282 est une année commune qui commence un dimanche.

## Événements
- Septembre-octobre : l'empereur romain Probus est assassiné près de Sirmium par ses soldats à la veille d’une campagne contre les Perses. Le préfet du prétoire, M. Aurelius Carus, lui succède (fin de règne en 283)[1].
  - Carus déclare l'investiture impériale par le Sénat inutile. Le Sénat perd définitivement cette prérogative[2].
  - Carus bat les Sarmates sur le Danube avant de lancer une campagne contre les Perses en Mésopotamie (283)[3].

- Novembre-Décembre : Carin et Numérien, fils de Carus, sont associés au pouvoir avec le titre de César[4].

## Décès en 282
- Septembre-octobre : Probus, empereur romain.